# Sands of Iwo Jima
Sands of Iwo Jima és una pel·lícula dels Estats Units dirigida el 1949 per Allan Dwan.

## Argument[1]
Sands of Iwo Jima és una pel·lícula nord-americana de 1949, dirigida per Allan Dwan, que narra la batalla d'Iwo Jima, ocorreguda a l'oceà Pacífic durant la Segona Guerra Mundial.
Al final de la pel·lícula apareixen 3 sobrevivents de la batalla d'Iwo Jima que van ser immortalitzats en la fotografia aixecant la bandera a Iwo Jima: són Ira Hayes, Rene Gagnon i John Bradley, els altres 3 soldats de la fotografia (Franklin Sousley, Michael Strank i Harlon Block) van morir a Iwo Jima.

## Repartiment
- John Wayne: sergent John M. Stryker
- John Agar: Peter Conway
- Adele Mara: Allison Bromley
- Forrest Tucker: Al Thomas
- Wally Cassell: Benny Regazzi
- James Brown: Charlie Bass
- Richard Webb: "Handsome" Dan Shipley
- Arthur Franz: caporal Robert Dunne
- Julie Bishop: Mary
- James Jolden: Soames

## Al voltant de la pel·lícula[2]
- També van participar:
  - Coronel D.M. Shoup, U.S.M.C.
  - Tinent coronel H.P. Crowe, U.S.M.C.
  - Capità Harold C. Schrier, U.S.M.C.
- Els 3 supervivents amb la bandera estrellada al Mont Suribachi també han participat en l'acció de la pel·lícula, els soldats Rene Gagnon, Ira Hayes i John Bradley
- Aquesta pel·lícula és projectada a tots els nous reclutes que entren en els centres d'entrenament dels marines
- L'actor John Agar llavors sota contracte amb la MGM, va ser «prestat» per David O. Selznick a la Republic Pictures
- L'actor Richard Jaeckel, que figurava ja a "Guadalcanal Diary" segueix una llarga carrera especialitzada en papers de militar americà. Aquí és un dels dos bessons esbojarrats, que passa el temps barallant-se amb el seu germà.
- A destacar, l'aparició fugaç d'un patètic soldat jueu, maldestre i desorientat, que es fa matar evidentment, cosa que permet la inclusió d'una breu oració en hebreu.
- Altre tros de valentia, el sergent Stryker (John Wayne) ensenya l'art del "plantar la baioneta" a un principiant, sobre la música de la raspa (Mexican Hat Dance)

## Premis i nominacions

### Nominacions
- 1950: Oscar al millor actor per John Wayne
- 1950: Oscar al millor guió adaptat per Harry Brown
- 1950: Oscar a la millor edició de so per Richard L. Van Enger